# Сезон ФК «Ліверпуль» 2018—2019
Сезон ФК «Ліверпуль» 2018–2019 — 127-й сезон «Ліверпуля». Це також 27-й сезон поспіль у Прем'єр-лізі.

## Підготовка до сезону
1 липня до складу приєднався Набі Кейта, контракт з яким клуб підписав ще в минулому сезоні. Цього ж дня «Ліверпуль» встиг придбати ще й бразильця Фабінью з «Монако». В перший день трансферного вікна з клубу пішли Емре Джан, Джон Фленеган і Джордан Вільямс. 13 липня до складу клубу приєднався Джердан Шачірі. 19 липня, «Ліверпуль» встановив рекордну ціну для воротаря, підписавши Алісона за 75 млн євро.

### Товариські матчі
Перемога
      Нічия
      Поразка
| 7 липня 2018 | «Честер» | 0–7      | «Ліверпуль»                                                           | Честер                                           |  |
| 15:00 BST    |          | Протокол | Вілсон 38', 45' Мілнер 48' (пен.) Старрідж 54', 89' Кент 56' Інгз 79' | Стадіон: Дева Глядачі: 4,396 Суддя: Роберт Джонс |  |

| 10 липня 2018 | «Транмер Роверз»    | 2–3      | «Ліверпуль»                    | Беркенгед                             |  |
| 19:30 BST     | Сміт 72' Сукуна 81' | Протокол | Камашу 7' Оджо 27' Лаллана 33' | Стадіон: Прентон Парк Суддя: Майк Дін |  |

| 14 липня 2018 | «Бері» | 0–0      | «Ліверпуль» | Бері                                                   |  |
| 15:00 BST     |        | Протокол |             | Стадіон: Гігг Лейн Глядачі: 6,852 Суддя: Даррен Хендлі |  |

| 19 липня 2018 | «Блекберн Роверз» | 0–2      | «Ліверпуль»               | Блекберн                                                |  |
| 19:45 BST     |                   | Протокол | Маркович 64' Старрідж 73' | Стадіон: Івуд Парк Глядачі: 14,620 Суддя: Джонатан Мосс |  |

| 4 серпня 2018 | «Ліверпуль»                                              | 5–0      | «Наполі» | Дублін                                               |  |
| 18:00 BST     | Мілнер 4' Вейналдум 9' Салах 58' Старрідж 73' Морено 77' | Протокол |          | Стадіон: Авіва Глядачі: 51,512 Суддя: Роберт Геннесі |  |

| 7 серпня 2018 | «Ліверпуль»                                              | 3–1      | «Торіно»    | Ліверпуль                           |  |
| 19:30 BST     | Фабінью 17' · Фірміно 21' · Вейналдум 24' · Старрідж 87' | Протокол | Белотті 31' | Стадіон: Енфілд Суддя: Майкл Олівер |  |

#### International Champions Cup
| 22 липня 2018 | «Ліверпуль»  | 1–3      | «Боруссія (Дортмунд)»                | Шарлотт                                                              |  |
| 21:05 BST     | ван Дейк 25' | Протокол | Пулишич 66' (пен.), 89' Ларсен 90+3' | Стадіон: Бенк оф Америка Стедіум Глядачі: 55,447 Суддя: Аллен Чепмен |  |

| 26 липня 2018 | «Манчестер Сіті»   | 1–2      | «Ліверпуль»                              | Іст-Ратерфорд                                                 |  |
| 01:05 BST     | Сане 57' Гомес 85' | Протокол | ван Дейк 30' Салах 63' Мане 90+4' (пен.) | Стадіон: Мет-Лайф Стедіум Глядачі: 52,635 Суддя: Сорін Стоіка |  |

| 28 липня 2018 | «Манчестер Юнайтед» | 1–4      | «Ліверпуль»                                                         | Енн-Арбор                                                     |  |
| 22:05 BST     | А. Перейра 31'      | Протокол | Мане 28' (пен.) Фабінью 48' Старрідж 66' Оджо 74' (пен.) Шачірі 82' | Стадіон: Мічиган Стедіум Глядачі: 101,254 Суддя: Ісмаїл Елфат |  |

## Склад команди
Останнє оновлення 8 травня 2019
| Номер        | Ім'я                               | Національність | Позиція(і)  | Дата народження (Вік)        | Ігор     | Голів    | Асистів  | Попередній клуб      |
| Воротарі     | Воротарі                           | Воротарі       | Воротарі    | Воротарі                     | Воротарі | Воротарі | Воротарі | Воротарі             |
| ------------ | ---------------------------------- | -------------- | ----------- | ---------------------------- | -------- | -------- | -------- | -------------------- |
| 13           | Алісон Беккер                      | Бразилія       | ВРТ         | 2 жовтня 1992 (32 роки)      | 49       | 0        | 0        | Рома                 |
| 22           | Сімон Міньйоле                     | Бельгія        | ВРТ         | 6 березня 1988 (36 років)    | 204      | 0        | 0        | Сандерленд           |
| 62           | Каомхін Келлехер                   | Ірландія       | ВРТ         | 23 листопада 1998 (26 років) | 0        | 0        | 0        | Академія «Ліверпуля» |
| Захисники    |                                    |                |             |                              |          |          |          |                      |
| 4            | Вірджіл ван Дейк (3-й капітан)     | Нідерланди     | ЦЗ          | 8 липня 1991 (33 роки)       | 70       | 7        | 4        | Саутгемптон          |
| 6            | Деян Ловрен                        | Хорватія       | ЦЗ          | 5 липня 1989 (35 років)      | 166      | 7        | 4        | Саутгемптон          |
| 12           | Джо Гомес                          | Англія         | ЦЗ/ПЗ       | 23 травня 1997 (27 років)    | 63       | 0        | 3        | Чарльтон Атлетік     |
| 18           | Альберто Морено                    | Іспанія        | ЛЗ/ЛФЗ      | 5 липня 1992 (32 роки)       | 141      | 3        | 11       | Севілья              |
| 26           | Ендрю Робертсон                    | Шотландія      | ЛЗ/ЛФЗ      | 11 березня 1994 (30 років)   | 76       | 1        | 18       | Галл Сіті            |
| 32           | Жоель Матіп                        | Камерун        | ЦЗ          | 8 серпня 1991 (33 роки)      | 96       | 3        | 0        | Шальке 04            |
| 47           | Натаніель Філліпс                  | Англія         | ЦЗ          | 21 березня 1997 (27 років)   | 0        | 0        | 0        | Академія «Ліверпуля» |
| 51           | Кі-Яна Гувер                       | Нідерланди     | ПЗ/ЦЗ       | 18 січня 2002 (23 роки)      | 1        | 0        | 0        | Академія «Ліверпуля» |
| 66           | Трент Александр-Арнольд            | Англія         | ПЗ/ПФЗ      | 7 жовтня 1998 (26 років)     | 82       | 4        | 18       | Академія «Ліверпуля» |
| Півзахисники |                                    |                |             |                              |          |          |          |                      |
| 3            | Фабінью                            | Бразилія       | ОП/ПЗ/ЦЗ    | 23 жовтня 1993 (31 рік)      | 39       | 1        | 2        | Монако               |
| 5            | Джорджиніо Вейналдум (4-й капітан) | Нідерланди     | ЦП/ОП/АП    | 11 листопада 1990 (34 роки)  | 137      | 13       | 16       | Ньюкасл              |
| 7            | Джеймс Мілнер (віце-капітан)       | Англія         | ОП/ЦП/ЛЗ/ПЗ | 4 січня 1986 (39 років)      | 175      | 22       | 36       | Манчестер Сіті       |
| 8            | Набі Кейта                         | Гвінея         | ЦП/АП       | 10 лютого 1995 (30 років)    | 33       | 3        | 1        | РБ Лейпциг           |
| 14           | Джордан Гендерсон (капітан)        | Англія         | ОП/ЦП       | 17 червня 1990 (34 роки)     | 322      | 25       | 44       | Сандерленд           |
| 20           | Адам Лаллана                       | Англія         | ЦП/АП       | 10 травня 1988 (36 років)    | 156      | 21       | 20       | Саутгемптон          |
| 21           | Алекс Окслейд-Чемберлен            | Англія         | ЦП/АП/ПВ    | 15 серпня 1993 (31 рік)      | 43       | 5        | 8        | Арсенал              |
| 23           | Джердан Шачірі                     | Швейцарія      | ПВ/ЛВ/АП    | 10 жовтня 1991 (33 роки)     | 30       | 6        | 5        | Сток Сіті            |
| 48           | Куртіс Джонс                       | Англія         | ЦП/ПВ       | 31 травня 2018 (6 років)     | 1        | 0        | 0        | Академія «Ліверпуля» |
| 64           | Рафаел Камашу                      | Португалія     | ПВ/ПП/ПЗ    | 31 травня 2018 (6 років)     | 2        | 0        | 0        | Академія «Ліверпуля» |
| Нападники    |                                    |                |             |                              |          |          |          |                      |
| 9            | Роберто Фірміно                    | Бразилія       | НАП/АП      | 2 жовтня 1991 (33 роки)      | 191      | 66       | 47       | Гоффенгайм 1899      |
| 10           | Садіо Мане                         | Сенегал        | ЛВ/ПВ/НАП   | 10 квітня 1992 (32 роки)     | 121      | 57       | 22       | Саутгемптон          |
| 11           | Мохаммед Салах                     | Єгипет         | ПВ/НАП      | 15 червня 1992 (32 роки)     | 102      | 70       | 28       | Рома                 |
| 15           | Деніел Старрідж                    | Англія         | НАП         | 1 вересня 1989 (35 років)    | 160      | 68       | 26       | Челсі                |
| 24           | Раян Брюстер                       | Англія         | НАП         | 1 квітня 2000 (24 роки)      | 0        | 0        | 0        | Академія «Ліверпуля» |
| 27           | Дівок Орігі                        | Бельгія        | НАП         | 18 квітня 1995 (29 років)    | 95       | 27       | 8        | Лілль                |
| 58           | Бен Вудберн                        | Уельс          | ЛВ/ПВ       | 15 жовтня 1999 (25 років)    | 11       | 1        | 0        | Академія «Ліверпуля» |

## Трансфери

### Трансфери в клуб
| Дата          | Позиція  | Номер  | Гравець        | Попередній клуб | Ціна         | Прим.         |
| ------------- | -------- | ------ | -------------- | --------------- | ------------ | ------------- |
| 1 липня 2018  | ЦП/АП    | 8      | Набі Кейта     | РБ Лейпциг      | £52,750,000  | [ 2 ]         |
| 1 липня 2018  | ОП/ПЗ/ЦЗ | 3      | Фабінью        | Монако          | £39,000,000  | [ 9 ]         |
| 13 липня 2018 | ПВ/ЛВ/АП | 23     | Джердан Шачірі | Сток Сіті       | £13,500,000  | [ 10 ]        |
| 19 липня 2018 | ВРТ      | 13     | Алісон         | Рома            | £55,500,000  | [ 11 ] [ 12 ] |
| Усього        | Усього   | Усього | Усього         | Усього          | £160,750,000 | £160,750,000  |

### Трансфери з клубу
| Дата           | Позиція | Номер  | Гравець         | Куди        | Ціна        | Прим.       |
| -------------- | ------- | ------ | --------------- | ----------- | ----------- | ----------- |
| 1 липня 2018   | ЦП      | 23     | Емре Джан       | Ювентус     | Безкоштовно | [ 4 ]       |
| 1 липня 2018   | ЛЗ      | 38     | Джон Фленеган   | Rangers     | Безкоштовно | [ 4 ]       |
| 1 липня 2018   | ЦП      | 49     | Джордан Вільямс | Рочдейл     | Безкоштовно | [ 5 ]       |
| 20 липня 2018  | ВРТ     | 52     | Денні Ворд      | Лестер Сіті | £12,500,000 | [ 13 ]      |
| 17 серпня 2018 | ЦЗ      | 17     | Рагнар Клаван   | Кальярі     | £2,000,000  | [ 14 ]      |
| 4 січня 2019   | НАП     | 29     | Домінік Соланке | Борнмут     | £19,000,000 | [ 15 ]      |
| 31 січня 2019  | ПП/ЦП   | 50     | Лазар Маркович  | Фулхем      | Безкоштовно | [ 16 ]      |
| Усього         | Усього  | Усього | Усього          | Усього      | £33,500,000 | £33,500,000 |

## Змагання

### Прем'єр-ліга

#### Таблиця
| Поз | Команда           | І  | В  | Н | П  | ГЗ | ГП | РГ  | О  |  |
| --- | ----------------- | -- | -- | - | -- | -- | -- | --- | -- |  |
| 1   | Манчестер Сіті    | 38 | 32 | 2 | 4  | 95 | 23 | +72 | 98 |  |
| 2   | Ліверпуль         | 38 | 30 | 7 | 1  | 89 | 22 | +67 | 97 |  |
| 3   | Челсі             | 38 | 21 | 9 | 8  | 63 | 39 | +24 | 72 |  |
| 4   | Тоттенгем Готспур | 38 | 23 | 2 | 13 | 67 | 39 | +28 | 71 |  |
| 5   | Арсенал           | 38 | 21 | 7 | 10 | 73 | 51 | +22 | 70 |  |

#### Сумарні результати
| Загалом | Загалом | Загалом | Загалом | Загалом | Загалом | Загалом | Загалом | Вдома | Вдома | Вдома | Вдома | Вдома | Вдома | На виїзді | На виїзді | На виїзді | На виїзді | На виїзді | На виїзді |
| І       | В       | Н       | П       | ГЗ      | ГП      | РГ      | О       | В     | Н     | П     | ГЗ    | ГП    | РГ    | В         | Н         | П         | ГЗ        | ГП        | РГ        |
| ------- | ------- | ------- | ------- | ------- | ------- | ------- | ------- | ----- | ----- | ----- | ----- | ----- | ----- | --------- | --------- | --------- | --------- | --------- | --------- |
| 38      | 30      | 7       | 1       | 89      | 22      | +67     | 97      | 17    | 2     | 0     | 55    | 10    | +45   | 13        | 5         | 1         | 34        | 12        | +22       |

Джерело: Premier League

### Ліга чемпіонів УЄФА

#### Груповий етап
| Команда         | І | В | Н | П | ЗМ | ПМ | РМ  | О  |
| --------------- | - | - | - | - | -- | -- | --- | -- |
| Парі Сен-Жермен | 6 | 3 | 2 | 1 | 17 | 9  | +8  | 11 |
| Ліверпуль       | 6 | 3 | 0 | 3 | 9  | 7  | +2  | 9  |
| Наполі          | 6 | 2 | 3 | 1 | 7  | 5  | +2  | 9  |
| Црвена Звезда   | 6 | 1 | 1 | 4 | 5  | 17 | −12 | 4  |

|                 | ПСЖ | НАП | ЛІВ | ЦЕЗ |
| --------------- | --- | --- | --- | --- |
| Парі Сен-Жермен | —   | 2-2 | 2-1 | 6-1 |
| Наполі          | 1-1 | —   | 1-0 | 3-1 |
| Ліверпуль       | 3-2 | 1-0 | —   | 4-0 |
| Црвена Звезда   | 1-4 | 0-0 | 2-0 | —   |

#### Плей-оф

##### 1/8 фіналу
| 19 лютого 2019 | Ліверпуль             | 0–0      | Баварія          | Ліверпуль, Англія               |  |
| 20:00 GMT      | Джордан Гендерсон 55' | Протокол | Йозуа Кімміх 28' | Стадіон: Енфілд Глядачі: 52,250 |  |
|                |                       |          |                  |                                 |  |

| 13 March 2019 | Баварія                             | 1–3 (1–3 заг.) | Ліверпуль                                                        | Мюнхен, Німеччина                     |  |
| 20:00 GMT     | Матіп 39' (аг) Тьяго 65' Санчеш 83' | Протокол       | Мане 26', 84' Фабінью 43' Матіп 63' ван Дейк 69' Робертсон 90+2' | Стадіон: Альянц Арена Глядачі: 68,145 |  |
|               |                                     |                |                                                                  |                                       |  |

##### Чвертьфінал
| 9 квітня 2019 | Ліверпуль            | 2–0      | Порту                 | Ліверпуль, Англія                         |  |
| 20:00 BST     | Кейта 5' Фірміно 26' | Протокол | Соарес 17' Феліпе 61' | Стадіон: Енфілд (стадіон) Глядачі: 52,465 |  |
|               |                      |          |                       |                                           |  |

| 17 квітня 2019 | Порту                | 1–4 (1–6 заг.) | Ліверпуль                                        | Порту, Португалія               |  |
| 20:00 BST      | Пепе 36' Мілітан 68' | Протокол       | Мане 26', 32' Салах 65' Фірміно 77' ван Дейк 84' | Стадіон: Драгау Глядачі: 49,117 |  |
|                |                      |                |                                                  |                                 |  |

##### Півфінал
| 1 травня 2019 | Барселона                                           | 3–0      | Ліверпуль   | Барселона, Іспанія                |  |
| 20:00 BST     | Суарес 26', 81' Лангле 39' Мессі 75', 82' Альба 86' | Протокол | Фабінью 81' | Стадіон: Камп Ноу Глядачі: 98,299 |  |
|               |                                                     |          |             |                                   |  |

| 7 травня 2019 | Ліверпуль                                              | 4–0 (4–3 заг.) | Барселона                            | Ліверпуль, Англія               |  |
| 20:00 BST     | Орігі 7', 79' Фабінью 11' Вейналдум 54', 56' Матіп 66' | Протокол       | Бускетс 45+1' Ракитич 53' Семеду 75' | Стадіон: Енфілд Глядачі: 55,212 |  |
|               |                                                        |                |                                      |                                 |  |

##### Фінал
| Фінал 1 червня 2019 | Тоттенгем Готспур | 0:2      | Ліверпуль                          | Мадрид, Іспанія              |  |
| 20:00 BST           |                   | Протокол | Мохаммед Салах 2' (пен.) Орігі 89' | Стадіон: Ванда Метрополітано |  |
|                     |                   |          |                                    |                              |  |